# Bathyraja richardsoni
Bathyraja richardsoni là loài cá đuối thuộc họ Rajidae, được tìm thấy ở Đại Tây Dương và quanh vùng Eo biển Cook của New Zealand, ở độ sâu từ 1.300 tới 2.500 m. Chiều dài của chúng có thể đạt tới 1,75 m. Mặt lưng và bụng vùng đĩa thân của loài Bathyraja richardsoni đều phủ vẩy tấm, và không có gai. Đuôi cá có 18 gai với kích thước vừa phải.